# 鍊武臺站
鍊武臺站（：／ Yeonmudae yeok */?）是位于韩国忠清南道论山市炼武邑的一个车站，启用日期為1958年5月15日，属于江景线。

## 相鄰車站
韓國鐵道公社
江景線
彩雲信號場－鍊武臺